# Chuck Jones
Charles Martin "Chuck" Jones (Spokane, Washington; 21 de septiembre de 1912-Newport Beach, California; 22 de febrero de 2002) fue un animador, caricaturista, guionista, productor y director estadounidense, siendo su trabajo más importante los cortometrajes de Looney Tunes y Merrie Melodies, del estudio de animación de Warner Bros. Entre los personajes que Jones ayudó a crear en el estudio se encuentran El Coyote y el Correcaminos, Pepe Le Pew y Marvin el Marciano.
Tras su salida de Warner Bros. en 1962, fundó el estudio de animación Sib Tower 12 Productions, con el que produjo cortometrajes para Metro-Goldwyn-Mayer, incluyendo una nueva serie de Tom y Jerry y el especial de televisión El Grinch: el Cuento Animado. Posteriormente, obtuvo un premio Óscar en 1965 por su cortometraje The Dot and the Line y otro honorífico por su labor en la industria cinematográfica.

## Biografía

### Primeros años
Jones nació en la ciudad de Spokane (Washington), fue el cuarto hijo de Charles Adam y Mabel Jones. Pocos meses después de su nacimiento se mudó junto a su familia a Los Ángeles (California), específicamente al área de Sunset Boulevard. Su hogar estaba ubicado a unas cuadras del estudio de Charles Chaplin, por lo que iba a ver cómo filmaban las películas. La pantomima utilizada en las películas mudas fue una importante influencia para su posterior trabajo como animador. Jones le ha dado el crédito a su padre por su inclinación al arte. Su padre fue un hombre de negocios en California durante los años 1920, y cuando comenzaba un nuevo proyecto, compraba útiles de oficina y lápices con el nombre de la compañía en ellos. Cuando sus negocios fallaban, le regalaba los antiguos útiles a sus hijos. Gracias a esto, Jones y sus hermanos podían dibujar constantemente.
A los 15 años de edad, Jones dejó la escuela secundaria para estudiar en el Instituto de Arte Chouinard. Tras graduarse del instituto en 1931 —en plena Gran Depresión—, Jones obtuvo su primer trabajo relacionado con la animación en el estudio de Ub Iwerks. Iwerks había trabajado junto a Walt Disney en varios cortometrajes, pero decidió abrir su propio estudio, por lo que necesitaba empleados. Sus primeros trabajos consistían en lavar los acetatos —láminas transparentes utilizadas para la creación de los cortometrajes— y completar las secuencias que iban entre los dibujos realizados por los animadores. Mientras estaba con Iwerks, conoció a Dorothy Webster, quien se transformaría en su esposa en 1934. Después de un breve paso por los estudios de Walter Lantz y Charles B. Mintz, Jones se dedicó a dibujar retratos por un dólar en la calle Olvera Street de Los Ángeles.

### Warner Bros.
Jones se unió a Leon Schlesinger Productions en 1933, un estudio independiente que producía cortometrajes de Looney Tunes y Merrie Melodies para Warner Bros.. Durante los años 1930, trabajó junto a los directores Tex Avery y Bob Clampett, convirtiéndose en director (o "supervisor", nombre que recibían en el estudio) en 1938, cuando Frank Tashlin dejó el estudio. Fue Henry Binder, asistente de Schlesinger, quien le dio la oportunidad de ocupar dicho cargo. El primer dibujo animado dirigido por Jones fue The Night Watchman (1938), donde aparecía un gato antropomórfico llamado Tommy con características similares a las del ratón Sniffles. Al año siguiente dirigió Prest-O Change-O, un cortometraje donde aparece un conejo blanco anónimo, considerado como uno de los prototipos de Bugs Bunny. Muchos de sus primeros trabajos fueron criticados por seguir una línea similar a los de Walt Disney, anteponiendo la ternura al humor. Durante 1941 y 1942 su estilo de animación cambió, siendo influido por Friz Freleng y Tex Avery principalmente. Según palabras de Jones: «Después de The Draft Horse (1941), me di cuenta que podía hacer reír a la gente - no sólo entretenerlos».
En 1941, Jones participó activamente en la huelga de los animadores del estudio de Disney, quienes buscaban mejoras en sus condiciones de trabajo. Al año siguiente, dirigió el cortometraje The Dover Boys, considerado como uno de los primeros en incorporar la técnica de animación limitada. Jones rompió con la influencia de una animación más detallada y trabajada por parte del estudio de Disney, adoptando un estilo que sería posteriormente conocido como «estilo UPA».
Durante el periodo de la Segunda Guerra Mundial, Chuck Jones trabajó junto a Theodore Geisel (más conocido como Dr. Seuss) en la serie de dibujos animados Private Snafu. Jones dirigió 12 de los 26 capítulos de la serie; cada capítulo duraba cerca de cuatro minutos y consistía en un video instructivo dirigido a los reclutas más jóvenes de las tropas estadounidenses. Estos mostraban sátiras políticas y estereotipos, además de un marcado simbolismo. En 1944 dirigió Hell-Bent for Election, un cortometraje de United Productions of America que apoyaba la campaña de reelección del presidente Franklin D. Roosevelt.
Entre los años 40 y 50 creó numerosos personajes, incluyendo al gato Claude, Marc Antony y Pussyfoot, Charlie Dog, Marvin el Marciano y Michigan J. Frog. Sus creaciones más populares, Pepé Le Pew y El Coyote y el Correcaminos, ideados junto al guionista Michael Maltese, aparecieron por primera vez en los cortometrajes Odor-Able Kitty (1945) y Fast and Furry-ous (1948) respectivamente. En 1950, su cortometraje For Scent-imental Reasons, protagonizado por Pepé Le Pew, recibió el Óscar al mejor cortometraje animado. Ese mismo año, su cinta So Much for So Little obtuvo el Óscar al mejor documental corto, empatando con A Chance to Live. A pesar de haber dirigido ambos cortometrajes, fue el productor Edward Selzer quien aceptó los premios.
Una de las principales razones de su éxito en Warner Bros. fue su equipo, conformado por el escritor Michael Maltese, el diseñador de fondos Maurice Noble, el compositor Carl Stalling, el actor Mel Blanc y animadores como Abe Levitow, Ken Harris y Benny Washam. A comienzos de los años 1950, Jones dirigió tres de sus más famosos cortometrajes: Rabbit of Seville, Duck Amuck y Duck Dodgers in the 24½th Century. En 1953, la compañía Warner Bros. produjo House of Wax, una de las primeras películas hechas en 3D. Chuck Jones implementó la técnica en Lumber Jack Rabbit, el único cortometraje animado de Warner Brothers que ha incorporado dicho efecto. Jack Warner, pensando que el futuro de la industria cinematográfica estaba en el 3-D, cerró el estudio de animación ese mismo año, argumentando que el costo de mantenerlo abierto era demasiado alto. Jones aprovechó esto y se unió al estudio de Walt Disney, donde estuvo cuatro meses trabajando en La bella durmiente (1959). Tras este breve periodo, el estudio fue reabierto y Jones regresó a su trabajo.
A principios de los años 60, Jones y su esposa Dorothy escribieron el guion de la película animada Gay Purr-ee, dirigida por Abe Levitow. La versión final presentó las voces de Judy Garland, Robert Goulet y Red Buttons, quienes interpretaron a tres gatos que viven en París. El trabajo fue producido por el estudio United Productions of America, que completó la película y la puso en distribución en 1962. Su trabajo en Warner Bros finalizó ese mismo año, cuando el estudio de animación fue cerrado debido a la competencia que significaba la televisión. Jones había trabajado junto a Friz Freleng en The Bugs Bunny Show, un programa emitido por la ABC, pero los ingresos que generaba no bastaron para mantener al estudio en pie.

### Trabajo propio
Luego que el estudio fue cerrado, Jones fundó Chuck Jones Enterprises, compañía con la cual produjo diversas películas animadas durante casi cuatro décadas. Con su compañero de negocios Les Goldman, Jones comenzó un estudio de animación independiente, Sib Tower 12 Productions, contratando a la mayoría de sus empleados de Warner Bros., incluyendo a Maurice Noble y Michael Maltese. En 1963, Metro-Goldwyn-Mayer conversó con Sib Tower 12 para que Jones y sus empleados trabajaran en nuevos cortometrajes de la serie Tom y Jerry. Sib Tower 12 fue posteriormente adquirido por MGM y renombrado MGM Animation/Visual Arts. En 1965 fue estrenado The Dot and the Line: A Romance in Higher Mathematics, un cortometraje basado en el libro homónimo de Norton Juster. El trabajo recibió un premio Óscar como mejor cortometraje animado y obtuvo una nominación en el Festival Internacional de Cine de Cannes dentro de la misma categoría.
Cuando la serie de Tom y Jerry fue cancelada, Jones comenzó a trabajar en la industria de la televisión. En 1966, dirigió y produjo el especial de televisión How the Grinch Stole Christmas!, basado en el libro homónimo de Theodore Geisel. El trabajo fue estrenado por primera vez el 18 de diciembre de ese año por la CBS, y desde entonces ha sido emitido casi todos los años durante la época de Navidad. La voz del personaje protagonista fue hecha por el actor Boris Karloff, famoso por interpretar al monstruo de Frankenstein en 1931. Jones realizó otro especial para televisión en 1970, titulado Horton Hears A Who!, basado nuevamente en un libro de Geisel. Durante este periodo se dedicó a la creación de una película llamada The Phantom Tollbooth, la cual dirigió junto a Abe Levitow. La cinta fue la segunda adaptación de un libro de Norton Juster realizada por Jones y mezcla escenas en imagen real con animación.

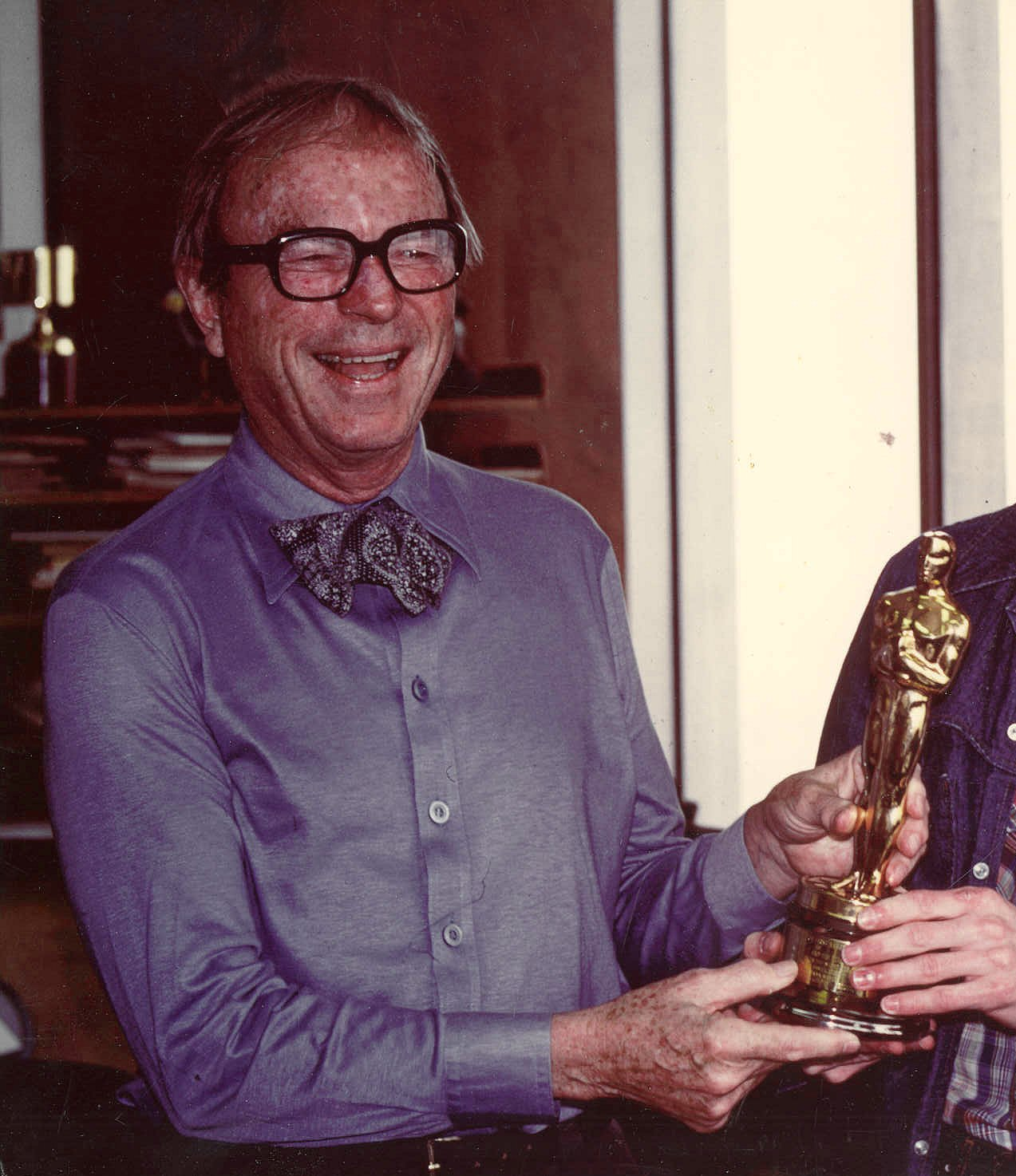
Jones sosteniendo uno de sus premios Óscar.

MGM cerró su estudio de animación en 1970, y Jones nuevamente comenzó su propio estudio, Chuck Jones Productions. Su trabajo más importante durante este periodo fueron las adaptaciones animadas de El libro de la selva del escritor Rudyard Kipling: Mowgli's Brothers, The White Seal y Rikki-Tikki-Tavi. La película de 1979 The Bugs Bunny/Road Runner Movie fue una compilación de los mejores cortometrajes de Jones; Jones produjo además nuevos cortos del Correcaminos para las series The Electric Company y Bugs Bunny's Looney Christmas Tales (1979), y otros para Bugs Bunny's Bustin' Out All Over (1980). A mediados de los años 70, Jones comenzó a vender dibujos junto a su hija, Linda. Las piezas consistían en ediciones limitadas que mostraban a los personajes creados por el animador; estas fueron dibujadas por Jones especialmente para ser comercializadas, debido a que los acetatos originales creados durante los años 40 y 50 fueron destruidos. Las piezas eran vendidas a través de la compañía de su hija, Linda Jones Enterprises.

### Últimos años
El director Joe Dante, admirador de trabajo de Jones, lo incluyó en un cameo de su película Gremlins (1984), en una escena donde le enseña al protagonista (Zach Galligan) a dibujar. Trabajó también junto al animador Richard Williams en la película ¿Quién engañó a Roger Rabbit? (1988), durante las primeras etapas de producción. Aunque recibió crédito en el filme, nunca estuvo contento con el resultado final y criticó públicamente a Williams por ser demasiado dependiente de las decisiones de Robert Zemeckis.
Estuvo además a cargo de los segmentos animados de las películas Gremlins 2 (1990), Stay Tuned (1992) y Mrs. Doubtfire (1993). En 1993 fundó junto a su hija la compañía Chuck Jones Film Productions, que tenía por objetivo producir trabajos animados utilizando las mismas técnicas "tradicionales" de los años 40 y 50. Por su contribución a la industria de la animación, recibió en 1995 una estrella en el Paseo de la Fama de Hollywood, ubicada en 7011 Hollywood Blvd. Uno de sus últimos trabajos fue una serie de animación en flash llamada Timber Wolf, la cual fue creada exclusivamente para el sitio web de Warner Bros. La serie fue estrenada el 24 de octubre de 2001 y tuvo un total de trece episodios.
Falleció el 22 de febrero de 2002 en Corona del Mar a los 89 años de edad producto de una insuficiencia cardíaca. Con la muerte de Jones desapareció la familia de creadores de Looney Tunes/Merrie Melodies: Mel Blanc, Friz Freleng, Tex Avery, Bob Clampett, Robert McKimson y Carl W. Stalling murieron antes.

## Legado
Jones es considerado por muchos como un maestro en la caracterización y coordinación. Sus mejores trabajos presentan tal nivel de refinamiento en sus personajes que un simple movimiento de ceja puede resultar cómico, a diferencia de los movimientos exagerados que caracterizan a los dibujos animados, especialmente los de Warner Bros. Al igual que Walt Disney, Jones quería que la animación ganara el respeto que merecía de la gente que trabajaba en la industria del cine, y siempre aceptó proyectos especiales para demostrarlo, como What's Opera, Doc?, The Dot and the Line, y la película política de 1944 Hell-Bent for Election, dedicada a la campaña electoral de Franklin D. Roosevelt que dirigió para UPA.
Los primeros trabajos de Jones se caracterizaron por ser tiernos, especialmente aquellos donde aparecía el ratón Sniffles. Otros directores, especialmente Tex Avery y Robert Clampett, trataban de evitar usar esa técnica en sus trabajos. Debido a la petición del productor Leon Schlesinger, Jones cambió su estilo, y comenzó a hacer otro tipo de dibujos animados como Wackiki Wabbit y Hare Conditioned. Luego que Avery, Clampett y Schlesinger dejaran el estudio, Jones reincorporó gradualmente elementos de su antiguo estilo con personajes como Marc Antony y Pussyfoot y el joven Ralph Phillips. Las versiones de los personajes con lo que trabajó presentaban un aspecto más infantil, con grandes ojos y pestañas.
Jones, al igual que otros trabajadores de Termite Terrace tras la partida de Schlesinger, ha sido criticado por utilizar tramas repetitivas, especialmente en los cortometrajes de Pepé Le Pew y El Correcaminos. Aunque estos dibujos animados habían sido originalmente mostrados en cines, y la repetición fue producto de las peticiones de productores y dueños de cines. Además, en las series como la del Correcaminos se utilizaba la repetición para explorar la misma situación en diferentes aspectos. Jones decía que no importaba lo que ocurriera, sino como ocurriera.
La reinvención de Chuck Jones para algunos personajes es un tema de bastante controversia. Cambió al Pato Lucas de un héroe a un antagonista amargado con mal temperamento; y relegó a la estrella Porky Pig como un acompañante que solo observa la acción. Jones también creó series donde utilizó al Gato Silvestre de Friz Freleng en el contexto de un gato común y corriente. Al igual que otros directores de Warner, su caracterización de Bugs Bunny fue única en sus cortometrajes: el Bugs de Jones nunca atacaba a menos que fuese atacado, a diferencia de los conejos creados por Avery y Clampett.

## Trabajos destacados
- The Dover Boys (1942)
- Hell-Bent for Election (campaña de Franklin D. Roosevelt, 1944)
- For Scent-imental Reasons (1949)
- So Much for So Little (1949, hecho para Federal Security Agency Public Health Service)
- The Rabbit of Seville (1950)
- Duck Amuck (1952)
- Duck Dodgers in the 24½th Century (1953)
- One Froggy Evening (1955)
- What's Opera, Doc? (1957)
- The Dot and the Line (1965)
- The Bear that Wasn't (1967)
- How the Grinch Stole Christmas! (especial de televisión, 1966)
- Horton Hears A Who! (especial de televisión, 1970)
- The Phantom Tollbooth (película, 1970)

## Premios y distinciones
Premios Óscar
| Año  | Categoría                  | Película                                             | Resultado |
| ---- | -------------------------- | ---------------------------------------------------- | --------- |
| 1962 | Mejor cortometraje animado | Beep Prepared                                        | Nominado  |
| 1962 | Mejor cortometraje animado | Nelly's Folly                                        | Nominado  |
| 1966 | Mejor cortometraje animado | The Dot and the Line: A Romance in Lower Mathematics | Ganador   |

El asteroide (11356) Chuckjones fue nombrado así en su honor.